# Bente Rogge
Bente Rogge (Zaanstad, 2 de outubro de 1997) é uma jogadora de polo aquático neerlandesa.

## Carreira
Rogge jogou anteriormente pelo time universitário americano Arizona Sun Devils (ASU), ZV De Ham e ZV De Zaan.
Ela foi selecionada pela primeira vez em 2018 para um grande torneio internacional da seleção sênior holandesa e representou a Holanda no Campeonato Europeu de 2018, onde o ouro foi conquistado. Ela também fez parte da seleção holandesa que conquistou a prata na liga mundial de 2018.
Nos Jogos Olímpicos de Verão de 2024, em Paris, conquistou a medalha de bronze no torneio feminino do polo aquático, após vencer confronto contra a equipe dos Estados Unidos por 11–10 na disputa pelo terceiro lugar.